# Hookeria langsdorffii
Hookeria langsdorffii là một loài Rêu trong họ Hookeriaceae. Loài này được Hook. mô tả khoa học đầu tiên năm 1819.